# 哈特威克 (愛荷華州)
哈特威克（英語：Hartwick）是一個位於美國愛荷華州保厄希克縣的城市。

## 地理
哈特威克的座標為41°47′07″N 92°20′39″W / 41.78528°N 92.34417°W，而該地的平均海拔高度為283米（即928英尺）。

## 人口
根據2010年美國人口普查的數據，哈特威克的面積為0.34平方千米，當中陸地面積為0.34平方千米，而水域面積為0.00平方千米。當地共有人口86人，而人口密度為每平方千米252人。